# Rune Persson (fotbollsspelare)
Rune Olof "Fia" Persson, född 4 maj 1926, död 21 april 2017, var en svensk fotbollsspelare (högerhalv).
Persson representerade IF Elfsborg och gjorde 183 allsvenska matcher (6 mål) mellan säsongen 1945/1946 och säsongen 1953/1954. Sistnämnda spelår åkte Elfsborg ur Allsvenskan, men Persson stannade kvar över halva säsongen 1956/1957, då han lämnade klubben och blev spelande tränare i Tranemo IF. Han tog upp Tranemo i division II 1957/1958, där klubben bland annat ställdes mot just Elfsborg, men Tranemo åkte ur tvåan igen efter bara en säsong.
Persson var en slitstark och uppoffrande spelare, som även var en duktig frisparksläggare.